# Hannu Toivonen
Hannu Toivonen (* 18. Mai 1984 in Kalvola) ist ein finnischer Eishockeytorwart, der seit Februar 2018 bei den Odense Bulldogs in der dänischen Metal Ligaen unter Vertrag steht. Er wurde im NHL Entry Draft 2002 an 29. Position in der ersten Runde von den Boston Bruins ausgewählt und spielt im Butterflystil.

## Karriere
Toivonen startete seine Karriere in der finnischen A-Junioren Liga bei HPK Hämeenlinna, wo er bei 31 Spielen zum Einsatz kam. 2002 nahm er an der U20-Junioren-Weltmeisterschaft teil und gewann mit Finnland eine Bronzemedaille. 
Beim NHL Entry Draft 2002 wurde er in der ersten Runde an Position 29 von den Boston Bruins ausgewählt. Sein Erfolg bei der WM brachte ihn in der Saison 2002/03 in die SM-liiga, wo er 24 Spiele für HPK absolvierte. Er blieb in 13 aufeinanderfolgenden Spielen unbesiegt. Zur Saison 2003/04 wechselte er schließlich in die nordamerikanische American Hockey League zu den Providence Bruins, dem Farmteam der Boston Bruins, für die er 36 Spiele bestritt. 
In der folgenden Spielzeit setzte sich der Finne als Stammtorwart der Providence Bruins durch. In dieser Saison erlitt er jedoch eine Knieverletzung, die einer Operation bedurfte. Toivonen versäumte dadurch 13 Spiele. Danach gelang ihm mit den Providence Bruins der Einzug in die Play-offs, in denen die Mannschaft die Conference Finals erreichte.
Die Spielzeit 2005/06 brachte den Einstieg in die NHL. Nach einer Verletzung von Bostons Andrew Raycroft erhielt Toivonen den Posten als Ersatztorwart hinter Tim Thomas. Am 8. Oktober 2005 absolvierte er gegen die Pittsburgh Penguins sein erstes NHL-Spiel und errang dabei seinen ersten Sieg in der NHL. Toivonen musste dabei das erste Tor in der NHL-Karriere von Pittsburghs Sidney Crosby zulassen. Am 1. Dezember 2005 gelang ihm in einem Spiel gegen die Ottawa Senators sein erster NHL-Shutout. Im Juni 2006 trennten sich die Bruins von Raycroft und Toivonen konkurrierte mit Thomas um den Platz als Stammtorhüter, schaffte jedoch den Durchbruch nicht und wurde während der Saison 2006/07 zu den Providence Bruins in die AHL geschickt.
Im Juli 2007 transferierten ihn die Boston Bruins zu den St. Louis Blues. Dort wurde sein zum Ende der Spielzeit 2007/08 auslaufender Vertrag nicht verlängert. Toivonen kehrte anschließend nach Finnland zurück und unterschrieb einen Vertrag bei Ilves in der höchsten finnischen Spielklasse, der SM-liiga. Die Saison 2009/10 begann er wieder im Farmteam der St. Louis Blues, den Peoria Rivermen in der AHL, bevor er am 1. März 2010 zusammen mit Verteidiger Danny Richmond für Torwart Joe Fallon an die Chicago Blackhawks abgegeben wurde. In Chicago war Toivonen hinter seinem Landsmann Antti Niemi, dem französischen Torhüter Cristobal Huet und dem talentierten Corey Crawford zunächst die Nummer vier unter den Schlussleuten und teilte sich im Farmteam in Rockford die Torwartposition mit Crawford. Während sich Crawford in der Saison 2010/11 im NHL-Kader der Blackhawks durchsetzte, bildete Toivonen gemeinsam mit Alec Richards ein Torwartduo bei den Rockford IceHogs.
Am 1. Juli 2011 erhielt Toivonen einen Kontrakt für zwei Saisonen bei den Malmö Redhawks aus der HockeyAllsvenskan. Am Ende der Saison 2011/12 verließ Toivonen den Klub jedoch, da dieser finanzielle Probleme hatte und seinen laufenden Vertrag ausbezahlte.
Im November 2013 wurde er von den Toledo Walleye aus der ECHL verpflichtet.
Im April 2014 kehrte Toivonen nach Finnland zurück und wurde vom Liiga-Aufsteiger Vaasan Sport unter Vertrag genommen. Dort zeigte er sehr gute Leistungen und wechselte nach Ablauf seines Vertrages innerhalb der Liiga zu Ilves Tampere. In den Play-offs 2017 verlor er die Rolle als erster Torwart von Ilves an Antti Lehtonen und erhielt daher nach Saisonende keine Vertragsverlängerung. Im Mai 2017 wurde er von den Graz 99ers aus der Erste Bank Eishockey Liga unter Vertrag genommen.

## Erfolge und Auszeichnungen
- 2004 Bronzemedaille bei der U20-Junioren-Weltmeisterschaft